# Uberto Siola
Uberto Siola (Napoli, 9 gennaio 1938) è un architetto e politico italiano.

## Biografia
Laureatosi in architettura, dal 1977 è professore ordinario alla facoltà di architettura dell'Università Federico II di Napoli. Dal 1979 al 1996 è stato preside del dipartimento.
Oggi, Uberto Siola ricopre la carica di Direttore del Centro Interdipartimentale di Progettazione Urbana "Luigi Pisciotti" e di Presidente della Fondazione Internazionale per gli Studi Superiori dell'Architettura.
Siola è stato eletto alla Camera dei deputati con i Democratici di Sinistra durante la XIII Legislatura.

## Opere maggiori
- Casa "a", Maiori, SA
- Edificio per uffici al Centro Direzionale, Napoli
- Restauro di Villa Fondi de Sangro, Piano di Sorrento, (NA)
- Restauro del Giardino della Minerva, Salerno
- Stazione della Metropolitana Chiaia, Napoli